# D'Overschie

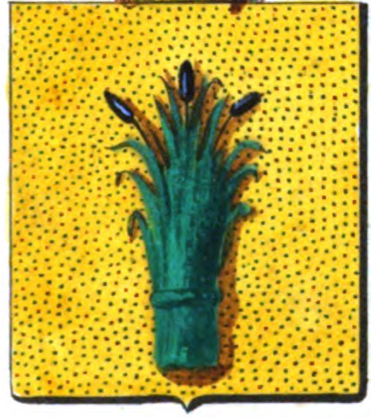
Het wapen van de familie d'Overschie

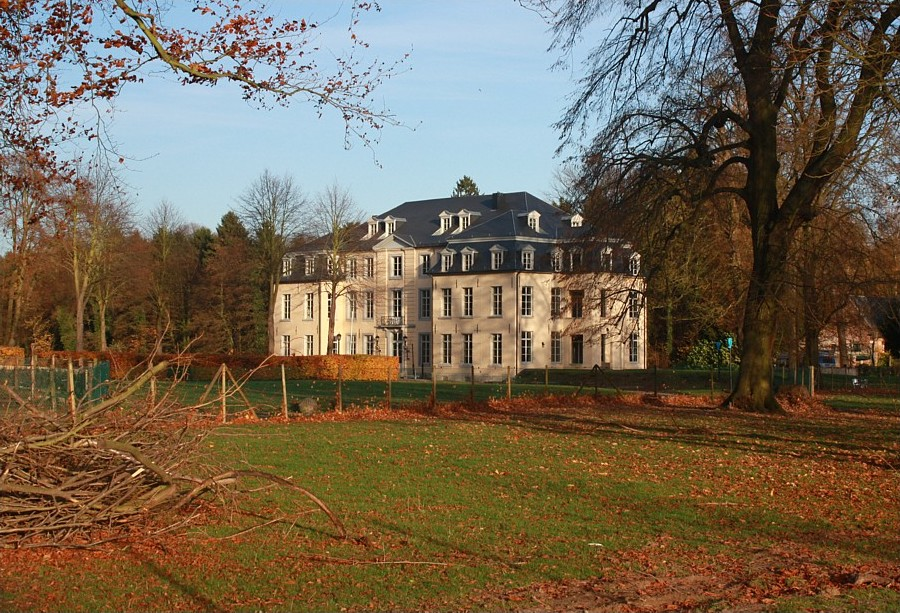
Het kasteel d'Overschie in Neerijse

D'Overschie is een Zuid-Nederlandse adellijke familie, van Hollandse oorsprong.

## Geschiedenis
D'Overschie was een rijk geworden Hollandse brouwersfamilie. Johan d'Overschie (Delft, 1620 - Den Haag, 1674) behoorde tot de 250 rijkste Nederlanders in de Gouden Eeuw. De oudste tak van de familie bleef katholiek. Het familiehoofd was Lambert d'Overschie, getrouwd met Marguerite Duyst van Voorhout.
Hun zoon, Michel d'Overschie, volbracht een pelgrimstocht naar het Heilige Land en bij zijn terugkeer trouwde hij met Marie de Landas, rijke erfdochter uit een andere Hollandse familie, die vanwege haar geloof naar de Zuidelijke Nederlanden was uitgeweken. In het huwelijkscontract stond gestipuleerd dat Michel zijn bruid naar Zuid-Brabant zou volgen. In 1676 werd hij, samen met zijn broer Adrien, tot baron van het Heilige Roomse Rijk verheven door keizer Leopold I.
In 1719 werd door keizer Karel VI de titel baron toegekend aan Charles-Joseph d'Overschie, volgens de regels in de Oostenrijkse Nederlanden. Deze baron Charles d'Overschie (1681-1744) was in eerste huwelijk met Charlotte d'Ennetières. Hun zoon, baron Adrien d'Overschie (†1791) trouwde met Christine de Burscheidt (†1795). Zij waren de ouders van René d'Overschie (zie hieronder).
In tweede huwelijk trouwde hij met Marie Bouwens van der Boyen (°1699). Hun zoon, baron Jean-Albert d'Overschie (1724-1774), trouwde met Marie-Isabelle de Nassau-Conroy (1744-1782). Ze hadden twee zoons: baron Maximilien d'Overschie de Neerijssche (zie hierna) en baron Auguste d'Overschie (1775-1855), getrouwd met Marie-Anne de Lalaing (1765-1809), die als zoon baron Auguste d'Overschie hadden (zie hierna).

## René François Joseph d'Overschie
René François Joseph d'Overschie (1758 - Sint-Renelde, 4 november 1823), zoon van Adrien d'Overschie en Christine de Burscheid, was officier in Oostenrijkse dienst. Zoals zijn vader was hij heer van Bierges en Wisbecq, burggraaf van Heule en lid van de Tweede stand van Henegouwen. Hij trouwde met barones Theodora de Hochsteden (1771 - Düsseldorf, 1856). 
Teruggekeerd in de Zuidelijke Nederlanden rond 1805 werd hij in 1822, ten tijde van het Verenigd Koninkrijk der Nederlanden, erkend in de erfelijke adel, met de titel baron onder de naam d'Overschie Wisbecq, overdraagbaar op alle afstammelingen. Hij trouwde met barones Theodora de Hochsteden (1771- 1856) en had een dochter, Jeanne (1807-1856). Met zijn dood doofde deze familietak uit.

## Maximilien d'Overschie de Neeryssche
Maximilien Emmanuel Marie Joseph d'Overschie de Neeryssche (Neerijse, 22 december 1770 - Brussel, 30 mei 1819), zoon van Jean-Albert d'Overschie en Marie-Isabelle de Nassau-Conroy, werd in 1816 erkend in de erfelijke adel, met de titel baron, overdraagbaar bij eerstgeboorte.
Hij trouwde in 1800 met Marie-Thérèse d'Argenteau d'Ochain (1783-1869). Zijn weduwe hertrouwde in 1820 met Joseph van der Linden d'Hooghvorst.
Hun enige zoon, Auguste d'Overschie de Neeryssche (1802-1880), werd Belgisch senator. Hij trouwde met Philippine van der Linden d'Hooghvorst (1808-1869), dochter van Emmanuel van der Linden d'Hooghvorst.
Ze hadden vier kinderen, onder wie Louis d'Overschie (1829-1896), die trouwde met markiezin Octavie de Trazegnies d'Ittre (1844-1913). Ze hebben afstammelingen tot heden, maar bij gebrek aan mannelijke nazaten (verdere doorzetting van de naam rust uitsluitend op François d'Overschie, geboren in 1998) dreigt uitdoving.

## Auguste Charles d'Overschie
Auguste Charles d'Overschie (Kraainem, 27 juli 1807 - Brussel, 3 december 1877) verkreeg in 1827 erkenning in de erfelijke adel met de titel baron, overdraagbaar op alle afstammelingen.
Hij was een zoon van Auguste Marie Chrétien d'Overschie aan wie in 1816 erkenning van erfelijke adel met de titel baron was aangeboden, maar die hij had geweigerd. Hij was getrouwd met gravin Marie-Anne de Lalaing.
Auguste junior trad in eerste huwelijk in 1836 met zijn nicht Camille-Ange de Lalaing (1813-1840) en in tweede huwelijk in 1851 met gravin Stephanie de Nesselrode (1818-1881). Uit het eerste huwelijk sproten twee kinderen en uit het tweede vier. Ze stierven vroeg of bleven ongehuwd. De laatste naamdrager was barones Isabelle d'Overschie (1859-1950), die samen met haar zus een rusthuis heeft laten bouwen Grimbergen.

## Kasteel d'Overschie in Neerijse
Oorspronkelijk woonden de d'Overschies in Brussel op de 'Waalse Platse' en hadden de herenboerderij Landas in Sint-Renelde als buitengoed.
In 1735 kocht Charles-Joseph d'Overschie het "Goed ter IJse", een omgracht jachtpaviljoen in Neerijse. Zijn tweede zoon, Jean Albert, erfde het en verbouwde het tot een aanzienlijk kasteel, waarrond hij een uitgebreid park aanlegde. Het werd tot in 1892 door afstammelingen bewoond en ging in 1892 over naar de familie de Bethune Hesdigneul, door huwelijk met Anne d'Overschie (1871-1908). Het werd weldra verkocht en volgde nadien een grillige weg: kindertehuis, ziekenhuis, hotel-restaurant en appartementen.